# Grubasku, wyjdź z worka
Grubasku, wyjdź z worka (cz. Obušku, z pytle ven!) – czechosłowacka baśń filmowa z 1956 w reżyserii Jaromíra Pleskota. Adaptacja baśni Karela Jaromíra Erbena „Kouzelné dary”.

## Obsada
- Ladislav Pešek jako muzykant
- Josef Beyvl jako oberżysta
- František Smolík jako staruszek
- Aleš Košnar jako Kuba
- Renata Borová jako Rozárka
- Miroslav Fišák jako Mikeš
- Irena Pejšková jako Terinka
- Petra Pleskotová jako Kristýnka
- Eman Fiala jako wędrowny skrzypek
- Josef Hlinomaz jako nocny stróż
- Vladimír Jedenáctík jako myśliwy
- Věra Motyčková jako wiejska dziewczyna
- Josef Příhoda jako wieśniak
- Josef Steigl jako wieśniak

## Źródła
- Grubasku, wyjdź z worka w bazie IMDb (ang.)
- Grubasku, wyjdź z worka w bazie Filmweb
- Obušku, z pytle ven! w bazie Kinobox.cz (cz.)
- Obušku, z pytle ven!. w bazie ČSFD.cz. (cz.).
- Obušku, z pytle ven!. w bazie FDb.cz. (cz.).